# Catedral d'Albarrasí
La catedral del Salvador o concatedral d'Albarrasí és un temple cristià situat a la localitat d'Albarrasí, província de Terol, a l'Aragó). És seu catedralícia de la diòcesi de Terol i Albarrasí, conjuntament amb la catedral de Terol.

## Història
La catedral s'assenta sobre les restes d'un antic temple romànic construït a finals del segle xii. L'edifici actual es començà a construir el 1572, a càrrec de Martín de Castañeda i del francès Quinto Pierres Bedel. El primer bisbe en fou Andrés Santos de Sampedro. A començaments del segle xviii es reformà l'interior del temple amb elements barrocs, com les pilastres que es conserven actualment.

## Característiques

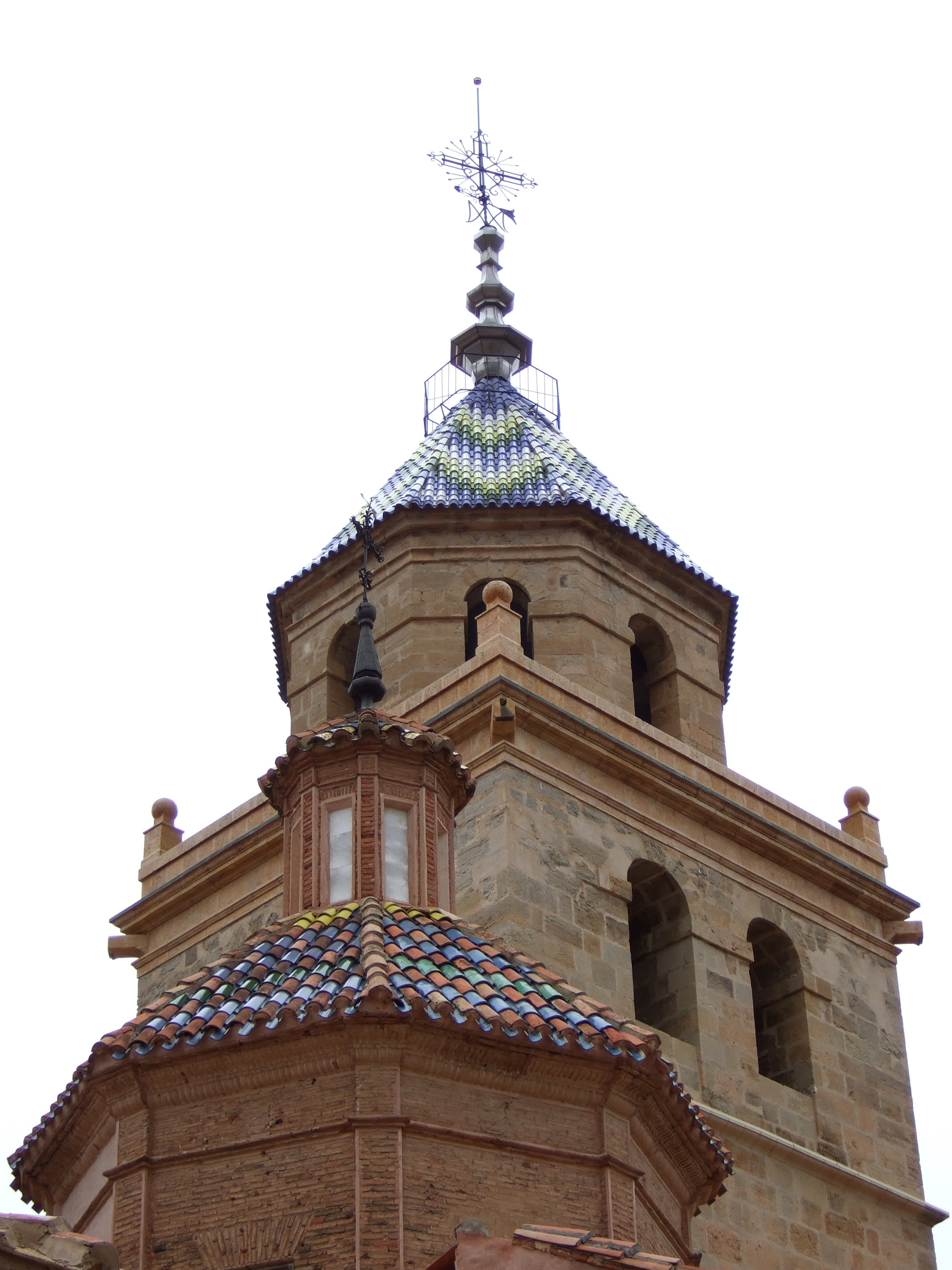
Detall del campanar.

L'estructura del temple està presidida per una única nau central amb volta de creueria gòtica, flanquejada per capelles laterals ubicades entre els contraforts.
De la capella major en destaca el retaule de 1566, obra de Cosme Damián Bas que representa la Transfiguració. De les capelles laterals, la més rellevant és la del Pilar, amb un retaule barroc daurat. També destaca el retaule de la capella de Sant Pere, que hom especula que podria ser obra de Gabriel Yoly.
De l'exterior en destaca la torre, d'estil renaixentista, i que té quatre cossos, dels quals el darrer és de planta octogonal.